# Petro Azario
Pietro Azario (Novara, 1312 – dopo il 1366) è stato un cronista italiano.

## Biografia
Petro Azario nacque nel 1312 a Novara da una famiglia di mercanti e di notai originaria di Castellazzo Novarese (paese ai tempi noto come Camodeia o Camodegia). Compì presumibilmente i propri studi giuridici a Novara oppure a Milano.
Attorno ai vent'anni trascorse un periodo a Cuorgnè, dove acquisì notizie di prima mano sulle vicende canavesane.
Sposatosi con Franceschina de Fossato, di famiglia ghibellina, si trasferì a Borgomanero ed entrò al servizio della famiglia Visconti. Da Franceschina ebbe numerosi figli: prima del 1350 Filippo, Giacomo e Giovanni, nel 1352 Giovannina e in seguito Ambrogio, Caterina e Antonio, nato nel 1361.
A partire dal 1350 fu notaio a Bologna, dove amministrò le compagnie di ventura guidate da Galeazzo Visconti, prendendo anche parte ad alcune delle loro spedizioni.
Nel 1357 fece ritorno a Borgomanero, ma fu negli anni seguenti anche ad Asti, Pavia e Tortona, sempre per conto dei Visconti.
Tra il 1361 e il 1362 la peste uccise il figlio Ambrogio. Nel 1362, dopo la morte della moglie, portò a termine una prima stesura della propria opera più nota, il Liber Gestorum in Lombardia. Risposatosi con la nobildonna novarese Donnina Tornielli ebbe un figlio al quale diede nome Filippone.
La data della sua morte non è nota ma è posteriore al 1367.

## Opere
Petro Azario è autore dei volumi Liber gestorum in Lombardia per et contra Vicecomites, scritto tra il 1362 e il 1364, tratta della storia dell'Italia settentrionale e De statu Canapicii liber, sulla guerra del Canavese, combattuta in quegli anni.
Altre opere:
- (LA) Pietro Azario, Chronicon de gestis principum Vicecomitum ab anno MCCL usque ad annum MCCCLXX, in Ludovico Muratori (a cura di), Rerum Italicarum Scriptores, vol. XVI parte IV, Milano, 1729. URL consultato l'11 maggio 2025. Ospitato su Internet Archive.